# Demografía de la Antártida

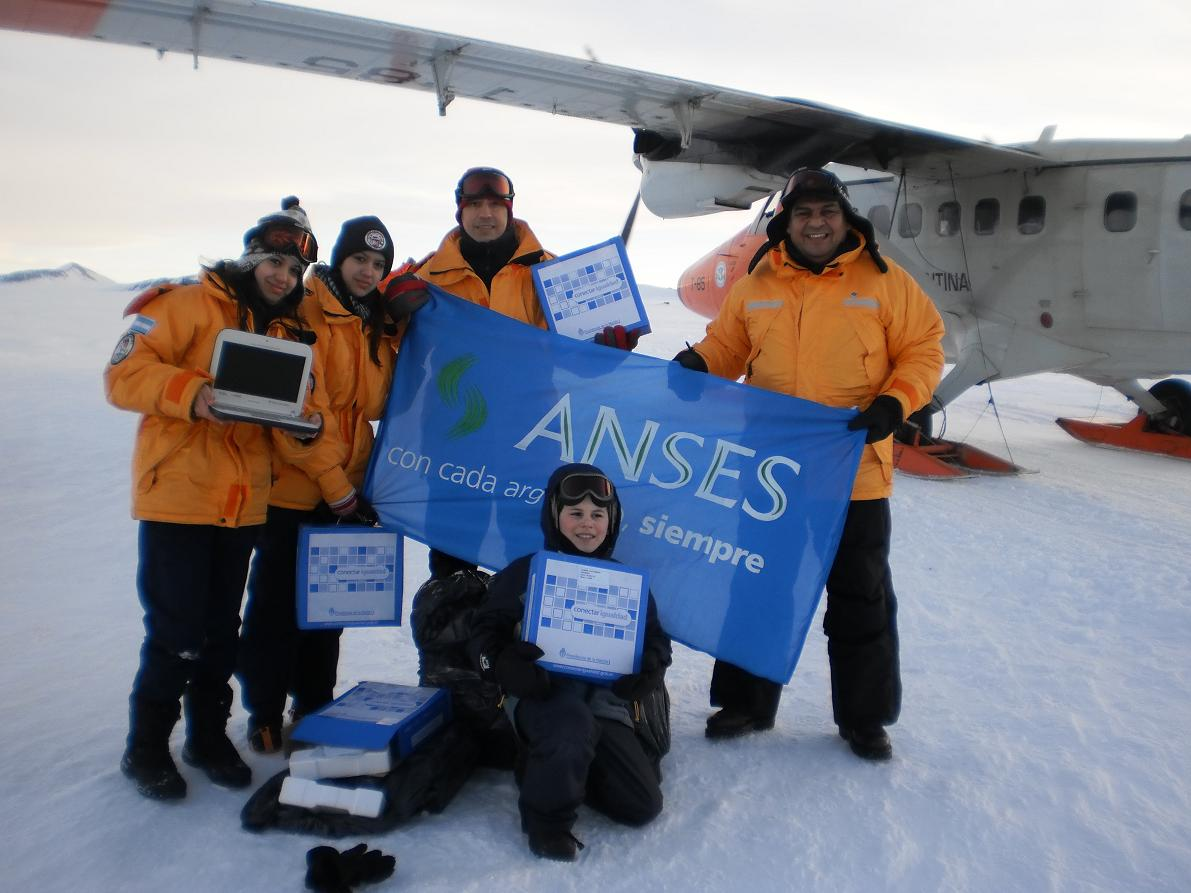
Niños, adolescentes y profesores de la escuela de Base Esperanza.

La Antártida no tiene residentes permanentes, aunque cuenta con estaciones de investigación y campamentos con integrantes durante todo el año, además de antiguos asentamientos de balleneros. La estación más grande, la Base McMurdo, cuenta con una población de 1000 personas durante el verano y 200 durante el invierno, aproximadamente. Alrededor de 29 naciones, todas firmantes del Tratado Antártico, envían a personal a realizar investigaciones estacionales (verano) y anuales en el continente y los océanos que lo rodean.
La población de investigadores en el continente y sus islas cercanas al sur del paralelo 60 sur, región que cubre el Tratado Antártico, varía desde aproximadamente 4000 en verano a 1000 en invierno. A estos se les une 1000 habitantes más, entre la tripulación de los barcos y científicos que realizan investigaciones a bordo en aguas cercanas.
Al menos diez niños han nacido en la Antártida. El primero fue Emilio Marcos Palma, nacido el 7 de enero de 1978 de padres argentinos en la Base Esperanza, Bahía Esperanza. En 1984, Juan Pablo Camacho nació en la Base Presidente Eduardo Frei Montalva, siendo el primer chileno nacido en la Antártida y la primera persona concebida en el continente, a diferencia de Emilio cuya madre llegó embarazada de Sudamérica. Poco después una niña, llamada Gisella Cortés, nació en la misma estación. En 2001, National Geographic informó de que sólo en la Base Esperanza habían nacido ocho infantes.
| País           | Verano (enero) población 3687 total (1998–99) | Invierno (julio) población 964 total (1998–99) | Anual Estaciones 42 total (1998–99) | Sólo durante el verano Estaciones 32 total (1998–99) |
| -------------- | --------------------------------------------- | ---------------------------------------------- | ----------------------------------- | ---------------------------------------------------- |
| Alemania       | 51                                            | 9                                              | 1                                   | 1                                                    |
| Argentina      | 302                                           | 165                                            | 6                                   | 7                                                    |
| Australia      | 201                                           | 75                                             | 4                                   | 4                                                    |
| Bélgica        | 13                                            |                                                |                                     |                                                      |
| Brasil         | 80                                            | 12                                             | 1                                   |                                                      |
| Bulgaria       | 16                                            |                                                |                                     | 1                                                    |
| Chile          | 352                                           | 129                                            | 4                                   | 7                                                    |
| China          | 70                                            | 33                                             | 2                                   |                                                      |
| Corea del Sur  | 14                                            | 14                                             | 1                                   |                                                      |
| Finlandia      | 11                                            |                                                | 1                                   |                                                      |
| Francia        | 100                                           | 33                                             | 1                                   |                                                      |
| España         | 43                                            |                                                | 1                                   |                                                      |
| Estados Unidos | 1378                                          | 248                                            | 3                                   |                                                      |
| India          | 60                                            | 25                                             | 1                                   | 1                                                    |
| Italia         | 106                                           |                                                | 1                                   |                                                      |
| Japón          | 136                                           | 40                                             | 1                                   | 3                                                    |
| Nueva Zelanda  | 60                                            | 10                                             | 1                                   | 1                                                    |
| Noruega        | 30                                            | 6                                              | 1                                   | 1                                                    |
| Países Bajos   | 10                                            |                                                |                                     |                                                      |
| Perú           | 28                                            |                                                |                                     | 1                                                    |
| Polonia        | 70                                            | 20                                             | 1                                   |                                                      |
| Reino Unido    | 192                                           | 39                                             | 2                                   | 5                                                    |
| Rumanía        | 20                                            | 11                                             |                                     |                                                      |
| Rusia          | 254                                           | 102                                            | 6                                   | 3                                                    |
| Sudáfrica      | 80                                            | 10                                             | 1                                   | -                                                    |
| Suecia         | 20                                            |                                                |                                     | 2                                                    |
| Ucrania        |                                               |                                                | 1                                   |                                                      |
| Uruguay        |                                               |                                                | 1                                   |                                                      |